# Pachnoda massajae
Pachnoda massajae är en skalbaggsart som beskrevs av Raffaello Gestro 1881. Pachnoda massajae ingår i släktet Pachnoda och familjen Cetoniidae. Inga underarter finns listade i Catalogue of Life.